# Eddie Butler (baseball)
Pour les articles homonymes, voir Eddie Butler et Butler.
Timothy Edward Butler (né le 13 mars 1991 à Chesapeake, Virginie, États-Unis) est un lanceur droitier des Ligues majeures de baseball jouant avec les Rockies du Colorado.

## Carrière
Eddie Butler est repêché en 2009 au 35e tour de sélection par les Rangers du Texas mais il ne signe pas de contrat avec le club et rejoint plutôt les Highlanders, l'équipe de baseball de l'université de Radford. Il signe son premier contrat professionnel avec les Rockies du Colorado, qui en font un de leurs choix de première ronde en juin 2012. Butler est le 46e athlète sélectionné au total par un club de la MLB à cette édition du repêchage amateur et est une sélection que les Rockies obtiennent en compensation de la perte, quelques mois plus tôt, de l'agent libre Mark Ellis.
Débutant en 2012 dans le réseau d'équipes de ligues mineures associées aux Rockies, Butler s'avère un joueur prometteur. À l'été 2013, il lance dans le match des étoiles du futur disputé à New York. Au début 2014, est classé au 24e rang du palmarès annuel des 100 meilleurs joueurs d'avenir dressé par Baseball America. 
Il fait ses débuts dans le baseball majeur comme lanceur partant pour Colorado le 6 juin 2014. Il est cependant mal accueilli par ses adversaires, les Dodgers de Los Angeles, qui lui infligent une cuisante défaite en marquant à ses dépens 6 points sur 10 coups sûrs.